# Wilhelm von Tegetthoff
baron Wilhelm von Tegetthoff (Wilhelm Joseph Franz Seraph Gabriel von Tegetthoff), avstrijsko-cesarski in avstro-ogrski mornariški častnik in viceadmiral,* 23. december 1827, Maribor, tedaj Avstrijsko cesarstvo, † 7. april 1871, Dunaj.
Tegetthoff velja za enega najboljših admiralov 19. stoletja, poznan je bil predvsem po svoji inovativni taktiki in odličnem vodenju.

## Otroštvo in šolanje
Wilhelm, s polnim imenom Wilhelm Joseph Franz Seraph Gabriel von Tegetthoff, je bil rojen v Mariboru, na Štajerskem, očetu baronu Carlu von Tegetthoffu, pehotnem častniku in materi Leopoldini, roj. Czermak.
Sprva je za izobrazbo malega Wilhelma skrbel eden od učiteljev deškega vzgajališča 47. pehotnega polka, po končani normalki je v letih 1837–40 obiskoval mariborsko gimnazijo, v letih  1840–45 pa avstrijsko mornariško kadetnico  k.k. Marine-Kadettenschule (Cesarea regia scuola dei cadetti di marina) v Benetkah.

## Vojaška kariera
Wilhelm je kot mornariški častnik pod poveljstvom viceadmirala Dahlerupa sodeloval v avstrijski blokadi Benetk od maja do avgusta 1849. 16. junija 1851 je bil povišan v čin poročnika fregate , kasneje je napredoval do čina poročnika linijske ladje (16. decembra 1852). Med krimsko vojno je bil poveljnik avstrijskega parnika Taurus, zasidranega v pristaniščih ob ustju Donave. V letih 1857–58 je skupaj z raziskovalcem Theodorjem von Heuglinom plul po Rdečem morju in Adenskem zalivu, kjer je za Avstrijo raziskoval možnosti za pridobitev kolonialnih posesti, v luči skorajšnjega odprtja Sueškega prekopa. Ko je 20. januarja 1858 obiskal Aden, ga je tam pričakala vest o povišanju v čin kapitana korvete.
V letih 1859–60 je kot adjutant novega vrhovnega poveljnika avstrijske mornarice, nadvojvode Maksimilijana sodeloval pri odpravi v Brazilijo. 27. aprila 1860 je bil imenovan za kapitana fregate in leta 1861 kapitana linijske ladje ter mu je bilo zaupano poveljstvo nad ladjevjem avstrijske mornarice na območju Levanta , v strateško pomembnem vzhodnem Sredozemlju.
Med vojno za Schleswig-Holstein (1864) je dobil poveljstvo nad manjšim delom avstrijskega ladjevja, s katerim je Avstrija Prusom priskočila na pomoč proti močnejši danski mornarici, ki je blokirala severna nemška pristanišča (ustje reke Labe in pristanišče Hamburg). Tegetthoff se je spopadel z danskim kapitanom Edouardom Suensonom v bitki za Helgoland , kjer je izbojeval »pirovo zmago« z dvema fregatama, SMS Radetzky in SMS Schwarzenberg. Za pogum v bitki za Helgoland je bil nagrajen z admiralsko zastavo, cesar Franc Jožef pa ga je 10. maja 1864 kar s telegramom povišal v čin kontraadmirala.

### Bitka pri Visu
Po porazih v bitkah z Italijani na kopnem se je Avstrija na morju lahko zanesla le na lastne sile, zato je cesar  
Franc Jožef svoj ukaz o takojšnji oborožitvi 30. aprila 1866 razširil tudi na vsa za to primerna plovila. To je dejansko pomenilo mobilizacijo mornarice, ki je bil razglašena naslednji dan. Tudi odločitve o zasedbi poveljniških mest so bile sprejete dokaj pozno, kontraadmiral Tegetthoff je službeno dolžnost poveljnika jadranskega ladjevja prevzel šele 9. maja 1866. Avstrijsko cesarstvo je šele v juniju 1866 razpolagalo s sedmimi oklepnicami, šestnajstimi ladjami na vijak in sedmimi parniki s pogonom na kolesa  ter s tem za dvakrat zaostajalo za italijansko vojno mornarico. Obrati, v katerih so avstrijska vojaška plovila mrzlično dograjevali, opremljali z zaščitnimi oklepi in jih vsestransko modernizirali, so bili samo v pristaniščih v Trstu in na Reki.
Da bi bila mera vseh težav polna, so morali zdravniki Tegetthoffa, ki je bil strastni kadilec, hkrati pa tudi ne ravno kooperativen in ubogljiv pacient, prvič resno obravnavati zaradi rakastih tvorb na njegovi ustnici.
Julija 1866 je celotno italijansko vojno ladjevje pod poveljstvom admirala, grofa Persana odplulo iz Ancone, da bi se izkrcalo in zavzelo avstrijsko pomorsko oporišče na otoku Visu.
Ukaz je poleg zavzetja strateško pomembnega otoka vseboval nalogo potopitve avstrijskega ladjevja ob morebitnem srečanju. Večina avstrijskega ladjevja, 27 ladij, je odplula proti Visu. Do srečanja med ladjevjema je prišlo zgodaj zjutraj 19. julija 1866. Tegetthoffova bojna ladja SMS Erzherzog Ferdinand Max je potopila fregato Re' d'Italia in topnjačo Palestro, več drugih italijanskih ladij pa je bilo v bitki močno poškodovanih. Naslednji dan so se Italijani, ki so izgubili 38 častnikov in 574 mornarjev, 19 mornarjev pa je bilo zajetih, odpovedali nadaljnjemu obleganju otoka in se umaknili v Ancono. Tegetthoff se je po zmagi nad Italijani zmagoslavno vrnil v svojo pomorsko bazo v Pulju. Izid bitke pa ni vplival na izid vojne med državama, saj so nazadnje zmagali Italijani.
Tegetthoff je bil takoj povišan v viceadmirala in je prejel telegrama s čestitko nadvojvode Ferdinanda Maximilijana, okronanega cesarja Mehike ter viceadmirala Hansa Bircha Dahlerupa, nekdanjega vrhovnega poveljnika avstrijske vojne mornarice. Tegetthoff je bil odlikovan s poveljniškim križem reda Marije Terezije in je postal častni meščan Dunaja, Trsta, Stona, Dunajskega Novega mesta, Zadra in Ljubljane.

Skladatelj Philipp H. Poelmahn je napisal tudi Tegetthoffovo koračnico, posvečeno zmagovalcem bitke pri Visu, katere izkupiček od prodaje je bil namenjen mornarjem in častnikom, ranjenim v bitki, ter njihovim družinam.

## Naloge po bitki pri Visu
Po zmagi pri Visu je Tegetthoff pozval cesarja Franca Jožefa k priključitvi zaledja dalmatinske obale, z namenom, da se zaščiti območje, potrebno za razvoj pomorskih baz. To je bilo dejansko doseženo šele po Tegetthoffovi smrti z zasedbo (1878) in priključitvijo Bosne in Hercegovine (1908).

### Študijsko potovanje in mehiška misija
Tegetthoff je bil v letih 1866–67 na študijskem potovanju v  Franciji, Združenem kraljestvu in v ZDA. Med njegovim obiskom industrijske razstave v Parizu je bil 1. julija 1867 s depešo pozvan, naj se nemudoma vrne na Dunaj, saj je na dvor prišla vest, da je bil mehiški cesar Maksimilijan I. Mehiški (brat cesarja Franca Jožefa) po obsodbi na smrt 19. junija 1864 v Queretaru usmrčen.  Zaupana mu je bila tajna naloga pripeljati v Avstrijo truplo pokojnega cesarja, zato je Wilhelm skupaj z bratom Carlom (ki mu je hotel pomagati iz naraščajočih zdravstvenih in finančnih težav) odpotoval v Mehiko, kjer so bile razmere po prevzemu oblasti s strani Benita Juareza še zelo negotove. Po dolgotrajnih diplomatskih prizadevanjih je bilo truplo pokojnega cesarja z vojaškim spremstvom le odposlano v Veracruz. Tegetthoff pa si je moral zelo naprezati tudi za izpustitev tistih avstrijskih državljanov, ki so služili pokojnemu cesarju, bili sprva nekateri celo obsojeni na smrt, vendar nato večinoma pomiloščeni in obsojeni na izgon. 
V pismu svoji zaupnici in prijateljici, baronici von Lutteroth, je Tegetthoff zaupal, da je fregata SMS Novara za plovbo od mehiškega Veracruza do Havane potrebovala pet dni, od tam do Cadiza v Španiji pa nadaljnjih enaindvajset dni in pol. V pristanišče Trst je SMS Novara prispela 16. januarja 1868, s tem je bila mučna misija uspešno zaključena. 18. januarja je na Dunaju Tegetthoff vodil svečani sprevod pri pogrebu cesarja Maksimilijana v grobnici Kapucinske cerkve.

### Prevzem vodstva avstro-ogrske vojne mornarice
Tegetthoff je bil po preoblikovanju avstrijskega cesarstva v dvojno monarhijo 25. februarja 1868, v skladu z voljo dvora, imenovan za vrhovnega poveljnika avstro-ogrske vojne mornarice, s tem pa je dobil tudi odločilno besedo pri najpomembnejših odločitvah glede njene organizacije in temeljnih ciljev razvoja. Tegetthoff je bil hkrati imenovan tudi za vodjo mornariške sekcije vojnega ministrstva na Dunaju, katerega naloge (bolj administrativnega značaja) je dotlej opravljal viceadmiral Ludwig von Fautz. Kot šef mornariške sekcije vojnega ministrstva si je Tegetthoff prizadeval za moderno in bolj učinkovito upravo njemu zaupanega področja, ki je bilo dejansko povsem ločeno od ostalih vej oboroženih sil, ter za razmejitev različnih strokovnih delovnih področij. Tegetthof se je takoj po prevzemu novih funkcij srečal z birokratskimi in političnimi »mlini na veter«, ki so ga na razne načine ovirali pri velikopoteznem cilju zagotoviti načrtovanih petnajst za boj sposobnih oklepnic ter primerne obalne infrastrukture. Velika nasprotovanja in neuspehe je doživljal tudi v Reichstagu (avstro-ogrskem parlamentu), v katerem so poslanci nasprotovali najetju posebnih, samo za področje mornarice namenjenih kreditov. S tem je bila gradnja flote zelo upočasnjena. Petnajst velikih oklepnic, ki jih je predvideval njegov cesarju predloženi načrt iz septembra 1868, habsburška monarhija ni imela niti v letih tik pred prvo svetovno vojno.
Politične spremembe, ki jih je še poslabševala nespametna odločitev, da ob vzpostavitvi dvojne monarhije vojna mornarica ne dobi posebnega ministrstva, so Tegetthoffa čedalje bolj oddaljevale od njegovih idealov in ciljev. Kot ugledna javna osebnost se je moral udeleževati najrazličnejših prireditev, ki pa mu niso prinesle notranjega zadovoljstva in jih ni znal izrabiti za širitev svojih idej ter za lobiranje v pomembnih in pogosto za vojno mornarico odločujočih krogih. V času svojega poveljevanja si je prizadeval, da bi bila vsa habsburška flota kar najbolje pripravljena na najrazličnejše izzive. Bližajoča se otvoritev Sueškega prekopa je ponovno povečala pomen sredozemskega morja. Leta 1871 je bilo v avstro-ogrski vojni mornarici zgolj 374 častnikov (od tega 58 kadetov). Mornariška akademija, ki se je v letih 1848–1866 selila med Benetkami, Trstom in Reko, je na Reki dobila nov program, po britanskih zgledih, saj je Tegetthoff od mornariških častnikov pričakoval in zahteval ne samo obvladovanje stroke, ampak tudi splošno široko razgledanost. K temu je pripomogla tudi izobrazba profesorjev, ki so bili na mornariški akademiji po Tegetthoffovi prenovi povsem primerljivi s svojimi kolegi v civilnih krogih, in pa napotitev kadetov na obvezna daljša mornariška križarjenja po svetu. V praksi je bil zaključek študija na mornariški akademiji primerljiv s končanim študijem na univerzi. Avstro-Ogrska je v Tegetthoffovi dobi začela graditi oklepni fregati SMS Custoza in SMS Erzherzog Albrecht, ki sta bili v službo vključeni 1871 in 1872.

### Otvoritev Sueškega prekopa
Jeseni 1869 je Tegetthofa doletela velika čast, da je na jahti Greif s cesarjem Francem Jožefom odpotoval v Carigrad in nato na slovesnosti ob otvoritvi Sueškega prekopa. Glede na to, da so celo zunanji minister Beust, ogrski predsednik vlade grof Gyula Andrassy in trgovinski minister Ignaz von Plener, pluli ločeno po Donavi in Črnem morju, je bila to izjemna cesarjeva pozornost. Avstrijska delegacija je po sprejemu pri sultanu odpotovala na obisk Svete dežele. Iz Jaffe so s karavano pripotovali v Jeruzalem in Betlehem in se nato vrnili na obalo. Od tam je cesarska jahta v spremstvu oklepnic SMS Erzherzog Ferdinand Max in SMS Habsburg  ki jima je poveljeval kontraadmiral Friedrich von Pöck, odplula proti prekopu. Avstrijska eskadra je 17. novembra v slavnostnem sprevodu v Sueški prekop pri Port Saidu zaplula takoj za francosko jahto Aigle s cesarico Evgenijo na krovu, vse do Rdečega morja.. Delegacija s cesarjem na čelu je obiskala tudi piramide, cesarska jahta se je decembra 1869 vrnila v Trst. Tegetthoff kljub cesarjevi prisrčni zdravici ob plovbi mimo otoka Vis ni mogel biti brezskrben, saj so ga ob političnih gordijskih vozlih težili tudi osebni zdravstveni problemi.

## Bolezen in smrt
Že v letu 1870 so se morali zdravniki ponovno ukvarjati s Tegetthoffovimi rakastimi tvorbami na ustnici, toda bolezen je kljub terapevtskim posegom vse bolj napredovala in ga slabila. V začetku leta 1871 je imel Tegetthoff vse pogostejše dihalne težave, zaradi katerih je zaprosil za daljši dopust. V nedeljo, 2. aprila 1871, se je kljub povišani temperaturi na Dunaju udeležil sprejema pri kneginji Eleonori von Schwarzenberg, vendar se je na njem, zaradi slabega počutja, zadržal le kratek čas. V svoje stanovanje se je močno prehlajen vrnil peš in naslednjega dne obležal. Sprva je odklanjal zdravniško pomoč in jo sprejel šele ob hudih težavah z dihanjem. Že 4. aprila zvečer se je začel njegov poslednji boj, ki ga je nezavesten končal šele čez tri dni, 7. aprila 1871, star komaj triinštirideset let. Tegetthoffov pogreb, ki ga je vodil poreško-puljski škof Juraj Dobrila, je bil 10. aprila 1871 na dunajskem pokopališču Matzleindorf. Tegetthoffove posmrtne ostanke so konec oktobra 1872 premestili v družinski grob na pokopališču St. Leonhard v Gradcu. Zanj je do leta 1883 skrbela mati Leopoldina, ki je vanj kmalu za Wilhelmom pokopala sina Albrechta, pozneje pa še sina podmaršala Karla.

## Odlikovanja in nagrade
- poveljniški križec reda Marije Terezije[27]
- Veliki križ cesarskega reda Leopolda 1 stopnje ( Leopold orden - Grosskreuz )
- vitez III. stopnje reda železne krone
- Veliki križ cesarskega reda Železne krone 1. stopnje ( Eisernen krone orden 1 klasse Grosskreuz )

- veliki križec cesarskega reda naše Gospe guadeloupske [28]

## Zgodovinski spomin na Tegetthoffa
- leta 1871 so Tegetthoffu v čast organizirali avstro-ogrsko arktično odpravo z raziskovalno ladjo SMS Tegetthoff, na kateri so odkrili ter poimenovali Deželo Franca Jožefa na Arktiki. Na otoku Hall se eden izmed rtov po njem imenuje Rt Tegetthoff.
- 21. marca 1912 so v Trstu, v prisotnosti prestolonaslednika Franca Ferdinanda, splovili bojno ladjo tipa dreadnought, po viceadmiralu poimenovano SMS Tegetthoff
- v letih 1931 in 2012 sta bili s Tegetthoffom povezani dve medijski potegavščini, podrobneje opisani v monografiji o Wilhelmu von Tegetthoffu (COBISS).[29]

### Spomeniki
- V Pulju
- na Dunaju
- v Mariboru